# 石井庄司
石井 庄司（いしい　しょうじ、1900年7月15日 - 2000年10月5日）は、日本の国文学者、国語教育者、俳人。俳号は「桐陰」。

## 経歴
出生から修学期
1900年、奈良県生駒郡で生まれた。1914年、奈良県立郡山中学校を卒業。1918年より郡山中学の英語教師であった原田浜人の指導で俳句を詠み始めた。1920年、東京高等師範学校に入学。東京高等師範学校入学と同時に大塚講話会に入り、児童文化の発展に貢献した。その活躍は「大塚講話会中興の祖」と評された。1924年に卒業して東京高等師範学校助教諭となったが、翌1925年、京都帝国大学文学部国文科に入学。1928年に卒業し、同大学大学院に進んだ。
国語学者として
1929年、東京女子高等師範学校教諭兼教授に就いた。1943年、東京高等師範学校教授に就任。戦後の新制大学発足にともなって東京高等師範学校が東京教育大学に包摂となったことから、1950年からは同大学教授。1961年、学位論文『近代国語教育論史』を東京文理科大学に提出して文学博士の学位を取得。1964年に東京教育大学を定年退職。その後も、1965年より東海大学教授として教鞭をとった。1981年に同大学を退職。

### 委員・役員ほか
- 文部省国語審議会会員

## 受賞・栄典
- 1970年：勲三等旭日中綬章受勲。

## 研究内容・業績
国文学・国語学研究
国文学者としては『万葉集』や松尾芭蕉の俳諧を研究テーマとした。国語教育者としては芦田恵之助を研究した。
俳人としての創作活動
また、1918年から郡山中学英語教師の原田浜人の指導で俳句を始め、原石鼎に師事して『鹿火屋』『ホトトギス』に投句。京都大学三高俳句会では鈴鹿野風呂に師事し、1926年『京鹿子』同人。戦後は『若葉』『春嶺』『橘』の同人。

## 家族・親族
- 岳父：吉田弥平は教育者、国語学者。東京高等師範学校教授。妻は吉田弥平の第四女。
- 息子：石井進は日本中世史研究者。東京大学教授を務めた。

## 著作

### 著書
- 『国文学と国語教育』文学社 1936
- 『近代名家俳句鑑賞 附・俳句の作り方』育英書院 1940
- 『古典の探求』第一書房 1943
- 『古典考究』第一書房 1944
- 『志賀直哉ノオト』斎藤書店 1948
- 『新国文の研究 新制学習』山海堂 1949
- 『手紙の書き方』同和春秋社(中学生の文芸教室) 1951
- 『国語科教育法』誠文堂新光社(教職教養シリーズ) 1953
- 『世界めぐり』吾妻萱平絵、日本書房(学級文庫) 1957
- 『古事記物語』羽石光志[絵]、同和春秋社(日本名作物語) 1959
- 『国語教育の指標』明治図書出版(現代教育全書) 1960
- 『小学校国語教師のために』東洋館出版社 1960
- 『中学校国語教師のために』東洋館出版社 1960
- 『詩歌のことば論議』東京美術 1977
- 『春一番』石井桐陰 東京美術(若葉叢書) 1978
- 『国語教育』誠文堂新光社(新・教職教養シリーズ) 1979
- 『自註現代俳句シリーズ：石井桐陰集』俳人協会 1981
- 『俳句の文法論議』東京美術 1982
- 『近代国語教育論史』教育出版センター(国語教育叢書) 1983
- 『秋桜子俳句と奈良大和路』東京美術選書 1988

### 共編著・校訂
- 『万葉集総釈』(第2) 吉沢義則共著、楽浪書院 1935
- 『万葉集の綜合研究 第1輯』佐佐木信綱共編、改造社 1935
- 『国民学校と家庭 お話の実例と其の指導』樫葉勇共著、日本両親再教育会 1941
- 『国語の教育計画』大村浜共著、習文社(これからの国語教育のために) 1953
- 『国語科図説』倉沢栄吉共編著、岩崎書店(図説全集) 1955
- 『万葉集』(全5巻) (日本古典全書)佐伯梅友・藤森朋夫共校註、朝日新聞社 1954-1957
- 『角川漢和辞典』佐伯梅友共編 角川書店 1956
- 『文法学習の範囲と系統』共編 明治図書出版 1959
- 『機構と反応を生かした読解教材の研究』倉沢栄吉共編 東洋館出版社 1960
- 『実践講座国語教育』(全9巻) 共編、牧書店 1960
- 『中学校国語科指導細案』編、明治図書出版 1961
- 『新国語辞典』小西甚一共編、大修館書店 1963
- 『新編ことわざ格言辞典』監修、名作出版 1967
- 『教養のための日本の文学』編 東海大学出版会 1971
- 『国文学史 形象理論の原点』垣内松三筆録・校訂、教育出版 シリーズ名講義ノート 1976
- 『常用漢和辞典』編、学習研究社 1976
- 『常用国語辞典』編、学習研究社 1976
- 『新現代文の重点研究』藤岡改造共著、三省堂 1989